# Karl-von-Frisch-Abiturientenpreis
Der Karl-von-Frisch-Preis (früher Karl-von-Frisch-Abiturientenpreis) des Verbandes Biologie, Biowissenschaften & Biomedizin in Deutschland e.V. (VBIO) ist eine seit 1993 vergebene Auszeichnung für herausragende Leistungen im Fach Biologie und wird jährlich durch die einzelnen Landesverbände des VBIO an Abiturientinnen und Abiturienten mit den besten Jahrgangsleistungen verliehen. Er wurde nach dem deutschen Nobelpreisträger Karl von Frisch benannt.

## Kriterien
Den Karl-von-Frisch-Preis kann erhalten, wer Biologie als Abiturfach und in jedem der letzten vier Schulhalbjahre der Sekundarstufe II mindestens 14 Notenpunkte erreicht hat. Begründete Ausnahmen sind möglich bei Vorliegen von anderweitigen, herausragenden Leistungen im Fach Biologie. Dies können beispielsweise hervorragende Leistungen in Projektkursen bzw. Facharbeiten, die ausgezeichnete Mitarbeit in einer Umwelt-AG oder die Teilnahme an Biologie-Wettbewerben, der Biologie-Olympiade, Jugend forscht etc. sein. Der Vorschlag der Schülerin oder des Schülers erfolgt durch die Lehrkraft, Schulleitung oder den Oberstufenberater.
Die endgültige Auswahl der Preisträger erfolgt durch die jeweiligen Landesbeauftragten für den Karl-von-Frisch-Preis sowie die Vorsitzenden und die stellvertretenden Vorsitzenden der Landesverbände. In jedem Landesverband wird jedes Jahr nur eine begrenzte Anzahl an Preisen vergeben. Die Preisträgerinnen und Preisträger werden für ein Jahr beitragsfreies Mitglied im VBIO und erhalten neben einer Urkunde in manchen Bundesländern zusätzlich Buch- oder Sachpreise.
Der Preis wird seit 2024 in allen deutschen Bundesländern ausgeschrieben und in unterschiedlicher Zahl jährlich vergeben. Auch deutsche Schulen im Ausland können ihre Schüler für den Preis anmelden. Die Kultusministerien sind in manchen Bundesländern an der Verleihung maßgeblich beteiligt.